# 阿布哈兹—南奥塞梯关系
阿布哈兹 - 南奥塞梯关系是阿布哈兹共和国和南奥塞梯共和国之间的双边外交关系，关于阿布哈兹和南奥塞梯的主权地位，其国际地位是有争议的；他们都被全球大多数国家认为是格鲁吉亚共和国的一部分。
阿布哈兹和南奥塞梯通过签署友好合作条约或以前承认对方的独立。
2005年9月19日，南奥塞梯的独立15周年的前一天,阿布哈兹总统谢尔盖·巴加普什和南奥塞梯总统爱德华·贾巴耶维奇·科科伊季在茨欣瓦利签署了友好合作条约。 南奥塞梯议会于12月27日批准了该条约； 并于2006年2月15日被阿布哈兹议会通过。 9月20日，Kokoity授予巴加普什荣誉勋章。
两国之间的外交关系于2007年9月26日正式建立。
近年来，阿布哈兹和南奥塞梯政府一直紧密合作，寻求更多的国际认可。 阿布哈兹和南奥塞梯领导人也签署了一项共同防御协议，声明如果任何一个国家遭到袭击，另一个国家必须参与对方的防务。 在2008年南奥塞梯战争期间，阿布哈兹士兵和由俄罗斯伞兵支持的志愿者驱使格鲁吉亚部队从他们在阿布哈兹的科多里山谷的最后一个据点开始，而俄罗斯和南奥塞梯部队则与格鲁吉亚部队进行激烈的战斗。
2015年8月18日，阿布哈兹和南奥塞梯在阿布哈兹外交部长维切斯夫·奇里克巴访问茨欣瓦利期间签署了免签证旅行协议。  这两个国家都是国家民主与权利共同体的成员。

## 大使

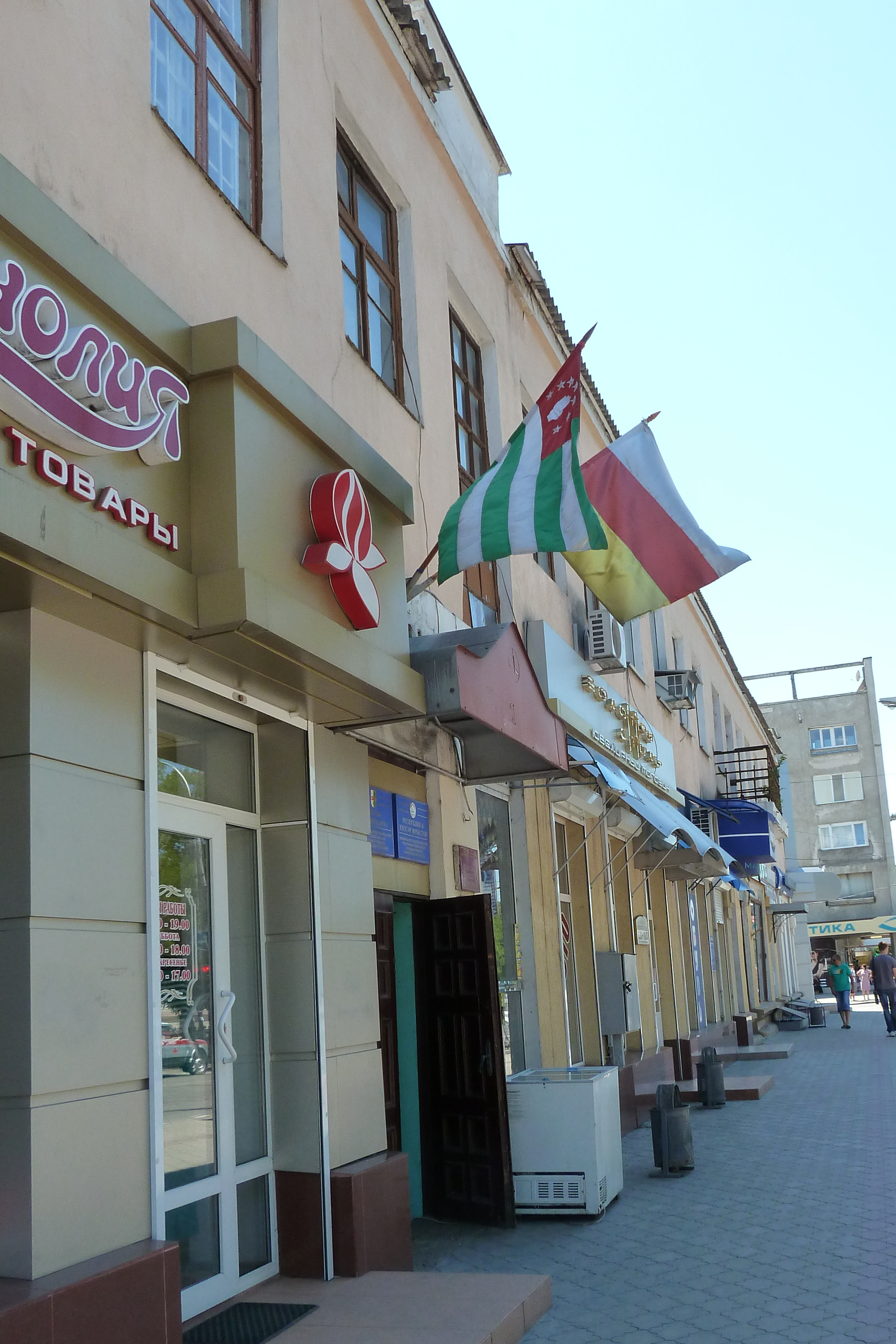
阿布哈茲（代表處）和南奧塞梯（領事館）在蒂拉斯波爾,普里德涅斯托夫摩爾多瓦共和國（德涅斯特河沿岸）的代表處

2007年9月26日，南奥塞梯驻阿布哈兹共和国首任大使罗伯特科科齐向阿布哈兹总统谢尔盖·巴加普什递交了他的全权证书。 2008年4月15日，南奥塞梯在阿布哈兹首都苏呼米正式开放大使馆。 2010年12月10日，科科伊奇总统接受了阿布哈兹驻南奥塞梯大使诺达尔的全权证书。 2012年7月25日，接替爱德华·贾巴耶维奇·科科伊季担任南奥塞梯总统的列昂尼德·季比洛夫后解雇了罗伯特科科伊特为大使。 2013年4月15日，奥列格被任命为他的继任者。 8月19日，博茨耶夫向阿布哈兹外交部长维切斯夫·奇里克巴递交了全权证书， 并于8月20日致函总统亚历山大·安克瓦布。
2014年1月27日，安克瓦布总统召回诺达尔普列夫担任驻南奥塞梯大使，并任命艾伦埃尔·巴克耶夫为继任者。 2月7日，埃尔巴基耶夫获得全权证书，并于2月28日将他们递交给南奥塞梯总统列昂尼德·季比洛夫。
2015年8月，阿布哈兹在茨欣瓦利的大使馆正式启用。